# Ignacio Gutiérrez 1.ª Sección
Ignacio Gutiérrez 1.ª Sección es una localidad del municipio de Huimanguillo ubicado en la subregión de la Chontalpa del estado mexicano de Tabasco.

## Geografía
La localidad de Ignacio Gutiérrez 1.ª Sección se sitúa en las coordenadas geográficas 17°57′12″N 93°49′35″O / 17.953333, -93.826389, a una elevación de 6 metros sobre el nivel del mar.

## Demografía
Según el Conteo de Población y Vivienda 2020, efectuado por el Instituto Nacional de Estadística y Geografía, la localidad de Ignacio Gutiérrez 1.ª Sección tiene 533 habitantes, de los cuales 260 son del sexo masculino y 273 del sexo femenino. Su tasa de fecundidad es de 3.11 hijos por mujer y tiene 149 viviendas particulares habitadas.
| Gráfica de evolución demográfica de Ignacio Gutiérrez 1.ª Sección entre 1921 y 2020 |
|                                                                                     |
| INEGI.                                                                              |